# Mick Hill (lekkoatleta)
Michael Christopher „Mick” Hill (ur. 22 października 1964 w Leeds) – brytyjski lekkoatleta specjalizujący się w rzucie oszczepem.
Czterokrotny medalista Igrzysk Wspólnoty Narodów (3 srebrne i 1 brązowy), brązowy medalista mistrzostw świata 1993 w Stuttgarcie i wicemistrz Europy z Budapesztu w 1998. 4 razy startował w igrzyskach olimpijskich (Seul 1988, Barcelona 1992, Atlanta 1996 i Sydney 2000). Rekord życiowy: 86,94 (13 czerwca 1993, Londyn).